# Townsendia fiebrigii
Townsendia fiebrigii är en tvåvingeart som beskrevs av Mario Bezzi 1909. Townsendia fiebrigii ingår i släktet Townsendia och familjen rovflugor. Inga underarter finns listade i Catalogue of Life.